# Come inguaiammo il cinema italiano - La vera storia di Franco e Ciccio
Come inguaiammo il cinema italiano - La vera storia di Franco e Ciccio è un film del 2004 diretto da Daniele Ciprì e Franco Maresco. 
La pellicola, a metà tra il documentario e la fiction, è stata presentata fuori concorso alla 61ª Mostra internazionale d'arte cinematografica di Venezia.

## Trama
Il film ripercorre la carriera di due tra i più famosi attori comici italiani, Franco Franchi e Ciccio Ingrassia, utilizzando materiale di repertorio e testimonianze originali - prime tra tutti interviste a familiari ed amici - trasformando la pellicola quasi in un vero e proprio racconto cinematografico.